# Кузнецова-Новолейник, Домникия Иларионовна
Домникия Иларионовна Кузнецова-Новолейник (1886—1962) — русский авиатор, первая (недипломированная) женщина-пилот.

## Биография
Жена инженера Павла Андриановича Кузнецова (1875—1963), пилота-авиатора России, ставшего впоследствии лётным инструктором.
Домникия Иларионовна вместе с мужем увлеклась авиацией: принимала участие в подготовке его лекций по навыкам пилотирования, по воздухоплаванию, была прекрасно знакома с техническим обеспечением полётов. Знания по пилотированию оставались для Домникии Иларионовны только теоретическими. В распоряжении супругов был лишь одноместный аппарат, что лишало инженера Кузнецова возможности обучить жену лётной практике.

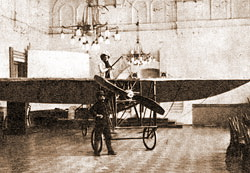
Фотография рядом с самолетом «Блерио»

В мае 1911 года во время Второй международной авиационной недели в Санкт-Петербурге Домникия Иларионовна попыталась самостоятельно подняться в воздух на их собственном самолете «Блерио-XI». Она не смогла удержать в равновесии оторвавшийся от земли аэроплан и, перевернувшись, он рухнул на землю. Сама Кузнецова серьёзно не пострадала.
Петербургская газета 5 июня 1911 года опубликовала фотографию Домникии, надпись на снимке гласила: «Первая русская женщина авіаторъ».

### Семья
Семья Кузнецовых прожила долгую и счастливую жизнь. Павел Андрианович продолжил свою летную деятельность. После того как он потерпел серьёзную аварию во Владивостоке в 1912 году — долго лечился и принял решение завершить лётную карьеру. Авиатор вернулся к своей прежней профессии строителя.
Домникия Иларионовна посвятила себя театральному искусству. Карьера актрисы была весьма успешна. Пробовала она себя и в роли режиссёра.
Осела счастливая семья в Кисловодске. Умерла первая российская авиатриса в Кисловодске в 1962 году, в возрасте 76 лет.